# Hydrotaea patersoni
Hydrotaea patersoni är en tvåvingeart som beskrevs av Zielke 1971. Hydrotaea patersoni ingår i släktet Hydrotaea och familjen husflugor. Inga underarter finns listade i Catalogue of Life.